# Zoltán
Zoltán (pron. /ˈzoltaːn/) è un nome proprio di persona ungherese maschile.

## Varianti
- Maschili: Zsolt (pron.: /Ʒolt/)[1][2], Solt[2], Zoltan[2]
  - Ipocoristici: Zola[2], Zoli[2], Zolcsi[2], Zolika[2], Zolka[2], Zolkó[2], Zoltánka[2], Zotya[2], Zolti, Zoltika, Zotyi, Zotyika, Zotyó, Zotyóka[3]
- Femminili: Zoltána[4]

## Origine e diffusione
Deriva probabilmente dal termine turco sultan, che significa "sovrano". Ha quindi lo stesso significato dei nomi Sultan, Basileo, Brenno e Malik.
È diffuso in Ungheria, dove risulta essere il ventesimo nome di persona più diffuso, e nelle comunità di lingua ungherese di Romania, Slovacchia, ex Jugoslavia, ecc, mentre non ha alcun corrispondente nelle altre lingue.

## Onomastico
L'onomastico ricorre il 4 marzo in memoria del beato Zoltán Lajos Meszlényi, vescovo e martire a Kistarcsa. Onomastici laici sono fissati in Ungheria all'8 marzo e il 23 giugno, e in Slovacchia al 7 aprile.

## Persone

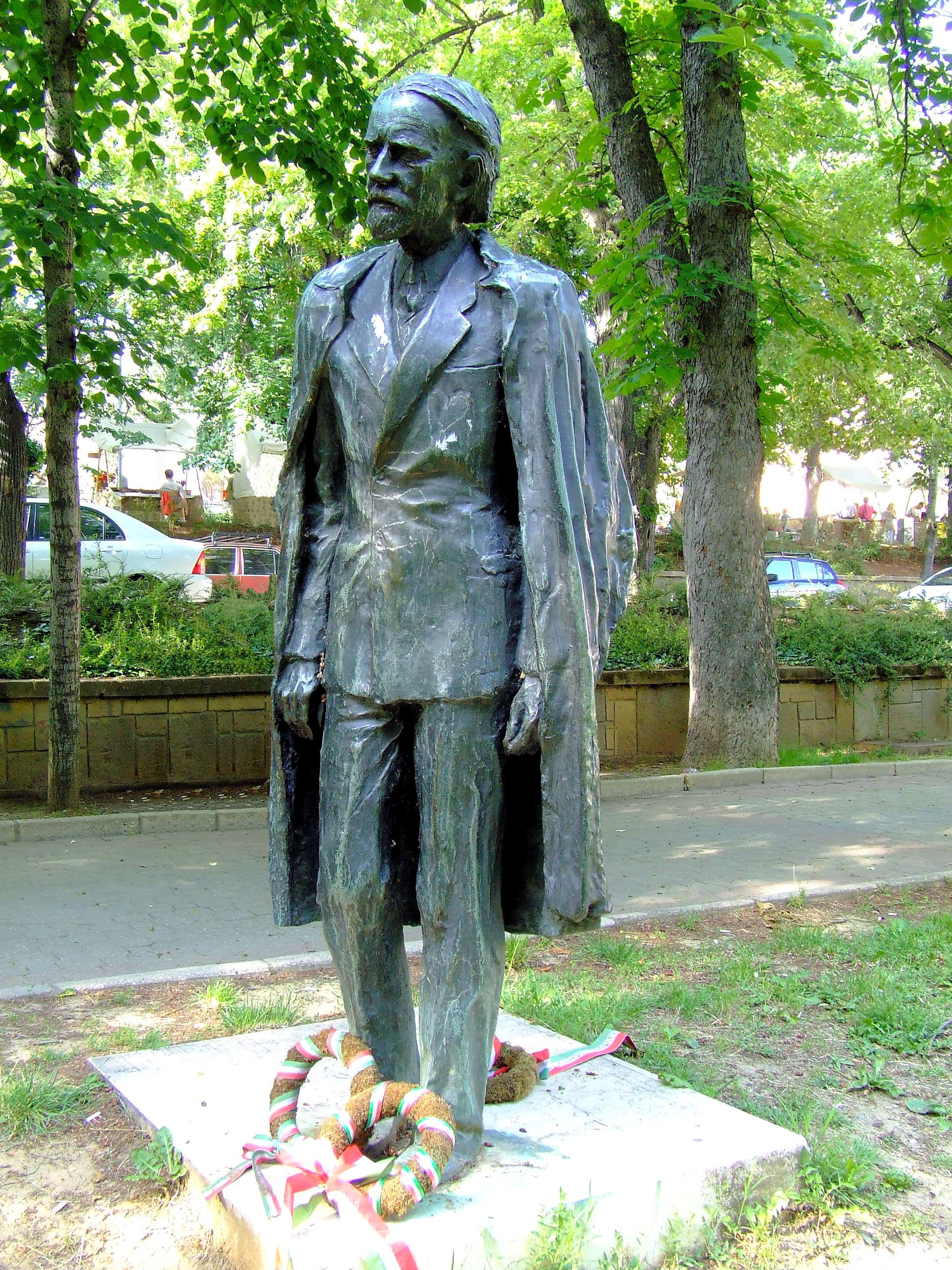
Zoltán Kodály

- Zoltán d'Ungheria, capo degli Ungari
- Zoltán Almási, giocatore di scacchi ungherese
- Zoltán Bay, fisico e inventore ungherese
- Zoltán Fábri, regista ungherese
- Zoltán Kodály, compositore, linguista, filosofo ed etnomusicologo ungherese
- Zoltán Kővágó, atleta ungherese
- Zoltán Lajos Meszlényi, vescovo cattolico ungherese
- Zoltán Tildy, politico ungherese
- Zoltán Zelk, scrittore ungherese